# 柳井雅也
柳井 雅也（やない まさや、1958年 - ）は、日本の経済地理学研究者、東北学院大学地域総合学部教授。専門は、立地論、地域経済論。

## 経歴
宮城県仙台市生まれ。
宮城県仙台第三高等学校を経て、福島大学経済学部卒業、法政大学大学院人文科学研究科地理学専攻修士課程修了。
岡山大学助教授、富山大学経済学部教授を経て、2005年に東北学院大学教養学部地域構想学科教授。
北陸地域国際物流戦略チーム座長、中部地域経済産業の将来展望に関する検討委員会北陸部会長（経済産業省中部経済産業局）、宮城県総合計画審議会委員、
多賀城市復興構想会議会長、石巻市・山元町有識者会議委員、仙台市復興推進協議会長等を歴任。
東日本大震災後の復興政策について、論文を発表するほか、新聞等への寄稿やテレビ出演などを通して発言している。